# Versenyjog
A versenyjog a gazdasági jog egy ága, mely a gazdasági verseny védelmével illetve a fogyasztók megkárosításának megakadályozásával kapcsolatos szabályokat tartalmaz. Célja a piacgazdaság alapját képező gazdasági verseny ellenőrzése, megőrzése. 

 Két fő területe a tisztességtelen verseny elleni joganyag és a versenykorlátozások joga.

 Az Európai Közösség jogrendszerében hagyományosan a versenyjog körében tárgyalják az állami támogatásokra vonatkozó joganyagot is.

## Tisztességtelen verseny elleni szabályok
A gazdasági versenyt a modern piacgazdaságok államai egyre inkább nem direkt, hanem indirekt módon szabályozzák. Ennek keretében jöttek létre a törvények a tisztességtelen verseny (angolul: unfair competition)  tilalma tárgyában.
A magyar versenyjogi szabályozás tilt mindenfajta tisztességtelen piaci magatartást, de néhány jellemző – elsősorban a versenytársra nézve hátrányos – törvénysértést külön is nevesít: például hírnévrontás, üzleti titoksértés, bojkott, áru- vagy szolgáltatás hamis megjelölése.

## A versenykorlátozások joga
- Ez a terület a következőket öleli fel:

versenykorlátozó megállapodások tilalma (kartelltilalom), Gazdasági erőfölénnyel való visszaélés tilalma, a vállalatok közötti összefonódások ellenőrzése (fúziókontroll)). (
- A világ első versenytörvénye a kanadai Combines Act volt (1889), de ennél nagyobb jelentőségű az 1890-ben az Amerikai Egyesült Államokban elfogadott Sherman Anti-trust Act, amely az 1914-es Clayton Act-tal együtt a mai napig az amerikai versenyszabályozás alapját képezi. A Sherman Act alapján került sor például a Standard Oil olajóriás feldarabolására (1911-ben). A versenyhivatalok ma – a tisztességtelen versenycselekmények elleni fellépésen túl – ún. fúziókontrollt is végeznek. Ennek lényege, hogy két vagy több nagyvállalat fúzióját csak akkor engedélyezik, ha ez nem eredményez piaci túlsúlyt és nem fenyeget a verseny korlátozásának veszélyével.

## Kapcsolódó jogszabályok
A Magyarországon alkalmazásra kerülő versenyjog két meghatározó dokumentuma a 
- tisztességtelen piaci magatartás és a versenykorlátozás tilalmáról szóló 1996. évi LVII. törvény (Versenytörvény), illetve
- az Európai Közösségeket létrehozó Szerződés (más néven Római szerződés).

Lényeges további versenyjoggal kapcsolatos szabályozás található a közbeszerzési törvényben is, melynek érvényesítése a Közbeszerzési Hatóság feladata.

## Főbb jogalkalmazók
A versenypolitika, vagyis a gazdasági verseny állami ellenőrzésével foglalkozó politika legfontosabb szereplője, a versenyjog vezető jogalkalmazója Magyarországon a Gazdasági Versenyhivatal. Az állami támogatásokkal ugyanakkor a Pénzügyminisztérium egyik szervezeti egysége, a Támogatásokat Vizsgáló Iroda foglalkozik.
A versenyjog alkalmazásában szintén kiemelkedő az Európai Bizottság Verseny Főigazgatósága, illetve a bíróságok szerepe.

## Külső hivatkozások
- Versenyjogi tilalmak ismertetése (Magyarorszag.hu)
- Versenyjogi ismertető (EUvonal)
- Versenyjogi jogszabályok gyűjteménye (GVH honlap)
- Versenyjogi Egyesület[halott link]
- Versenyjogi Kutatóközpont (PPKE)